# Бинокулар
Бинокулар стерео, стереоскопски или сецирајући микроскоп је варијанта оптичког микроскопа дизајнирана за посматрање узорка са малим увећањем, обично користећи светлост која се одбија од површине предмета, а не пропушта кроз њега. Инструмент користи две одвојене оптичке путање са два објектива и окуларом како би пружио незнатно различите углове гледања на лево и десно око. Овај аранжман даје тродимензионалну визуелизацију узорка који се испитује.